# لي جي-مين
لي جي-مين (هانغل: 이지민) هو لاعب كرة قدم كوري جنوبي في مركز ظهير ‏، ولد في 4 سبتمبر 1993 في كوريا الجنوبية. لعب مع تشونام دراغونز.

## وصلات خارجية
- لي جي-مين على موقع دوري كوريا الجنوبية (الإنجليزية)
- لي جي-مين على موقع قاعدة بيانات كرة القدم.إي يو (الإنجليزية)
- لي جي-مين على موقع Soccerway.com (الإنجليزية)